# Ottowia oryzae
Ottowia oryzae es una bacteria gramnegativa del género Ottowia. Fue descrita en el año 2018. Su etimología hace referencia a arroz. Es aerobia e inmóvil. Tiene un tamaño de 0,9 μm de ancho por 1,4-1,8 μm de largo. Temperatura de crecimiento entre 10-37 °C, óptima de 28-30 °C. Catalasa y oxidasa positivas. Se ha aislado de sikhye de Andong, una bebida tradicional Koreana. 